# Rue de Zurich (Toulouse)
Pour les articles homonymes, voir Rue de Zurich.
La rue de Zurich (en occitan : carrièra de Zuric) est une voie de Toulouse, chef-lieu de la région Occitanie, dans le Midi de la France.

## Situation et accès

### Description
La rue de Zurich est une voie privée. Elle se trouve dans le quartier des Minimes, dans le secteur 3 - Nord. Elle naît perpendiculairement au boulevard de Suisse, au niveau de la rue Daydé. Elle suit sur 235 mètres un parcours parfaitement rectiligne, orienté à l'est et parallèle à cette dernière rue. Elle se termine au carrefour de la rue Roland-Garros.

### Voies rencontrées
La rue de Zurich rencontre les voies suivantes, dans l'ordre des numéros croissants (« g » indique que la rue se situe à gauche, « d » à droite) :
1. Boulevard des Récollets
2. Rue Daydé (d)
3. Rue Roland-Garros

### Transports
La rue de Zurich n'est pas directement parcourue par les transports en commun. Elle débouche cependant sur le boulevard de Suisse, desservi par la ligne de bus 15. Plus au nord, au carrefour du chemin du Sang-de-Serp ouvrira en 2028 la station Ponts-Jumeaux, sur la ligne de métro .
La station de vélos en libre-service VélôToulouse la plus proche est la station no 144 (62 boulevard de Suisse).

## Odonymie
La rue de Zurich est nommée en hommage à la ville de Zurich, en Suisse. La cause en est la proximité du boulevard de Suisse : d'autres voies du même quartier portent d'ailleurs des noms de villes suisses : l'impasse de Berne, tracée en 1963, le boulevard de Genève, nommé en 1945, et la rue de Lausanne, également aménagée en 1967.

## Histoire
La rue de Zurich est, comme la rue de Lausanne, aménagée de la construction de la résidence de Suisse qu'elle dessert (actuels no 1-9).